# Phanerotomella
Phanerotomella är ett släkte av steklar. Phanerotomella ingår i familjen bracksteklar.

## Dottertaxa tillPhanerotomella, i alfabetisk ordning[1]
- Phanerotomella alami
- Phanerotomella albipalpis
- Phanerotomella albiscapa
- Phanerotomella annulicornis
- Phanerotomella antennata
- Phanerotomella apetila
- Phanerotomella atrata
- Phanerotomella aurea
- Phanerotomella bakeri
- Phanerotomella barbieri
- Phanerotomella beckeri
- Phanerotomella bellula
- Phanerotomella bicolorata
- Phanerotomella bisulcata
- Phanerotomella bouceki
- Phanerotomella capensis
- Phanerotomella ceylanica
- Phanerotomella collinsi
- Phanerotomella crassa
- Phanerotomella crassicornis
- Phanerotomella flava
- Phanerotomella fumipennis
- Phanerotomella gigantea
- Phanerotomella gladius
- Phanerotomella gracilimandiblis
- Phanerotomella hawaiiensis
- Phanerotomella juliae
- Phanerotomella lepida
- Phanerotomella longa
- Phanerotomella longieyesis
- Phanerotomella longipedes
- Phanerotomella longipes
- Phanerotomella longitemporalis
- Phanerotomella lutea
- Phanerotomella magnifica
- Phanerotomella mariae
- Phanerotomella minuta
- Phanerotomella mohri
- Phanerotomella mucronata
- Phanerotomella namkyensis
- Phanerotomella nigrialba
- Phanerotomella nigricaner
- Phanerotomella nigronitens
- Phanerotomella nigronotata
- Phanerotomella nitida
- Phanerotomella orientalis
- Phanerotomella pallidistigmis
- Phanerotomella palliscapus
- Phanerotomella pasohensis
- Phanerotomella picticornis
- Phanerotomella pulchra
- Phanerotomella punctata
- Phanerotomella quadridens
- Phanerotomella rhytismus
- Phanerotomella rufa
- Phanerotomella rugifrontata
- Phanerotomella sculpturata
- Phanerotomella sedlaceki
- Phanerotomella seyrigi
- Phanerotomella similis
- Phanerotomella sinensis
- Phanerotomella spinosa
- Phanerotomella subdentata
- Phanerotomella taiwanensis
- Phanerotomella tobiasi
- Phanerotomella townesi
- Phanerotomella tristis
- Phanerotomella variareolata
- Phanerotomella varicolorata
- Phanerotomella xizangensis
- Phanerotomella zhejiangensis